# 안타깝게도 그녀가 창녀라니

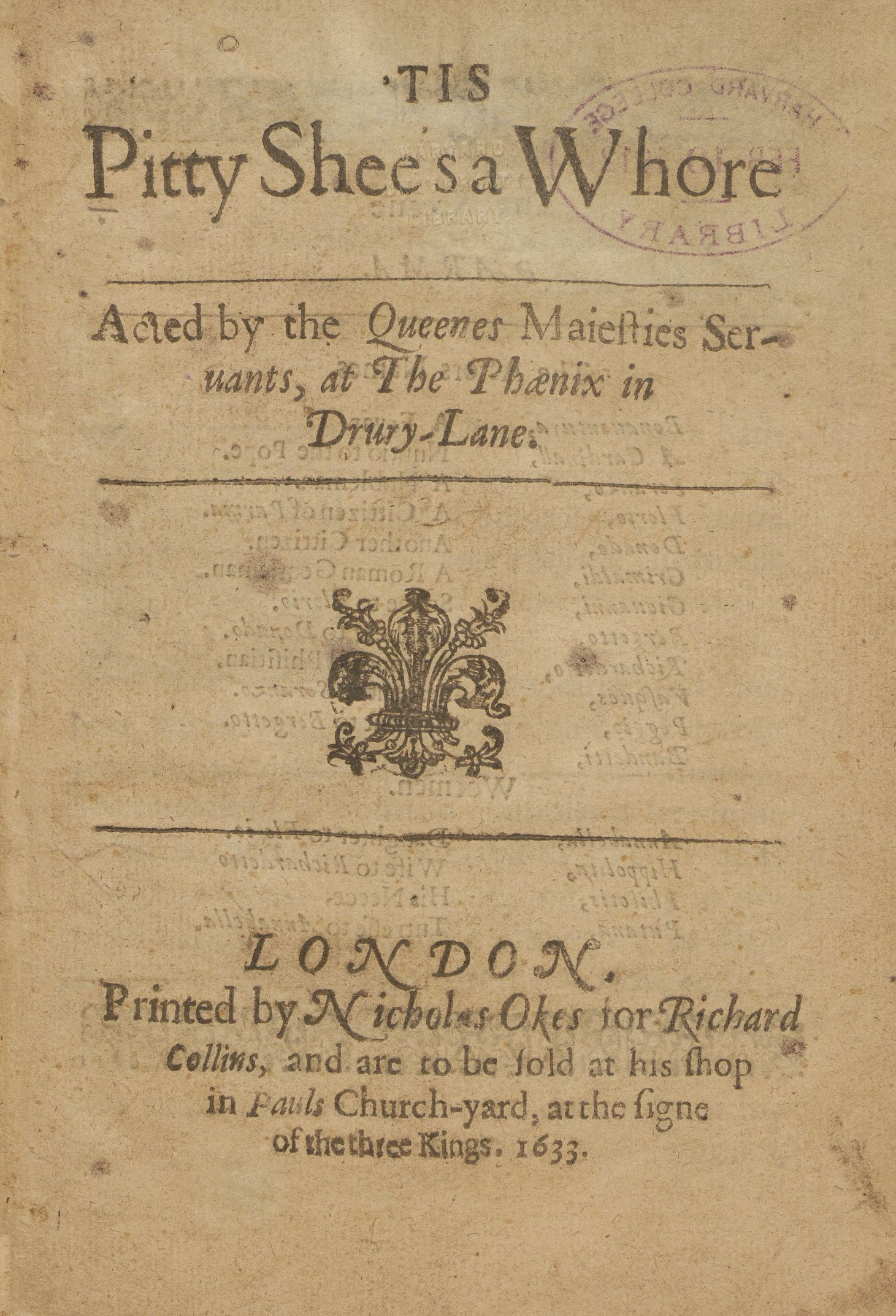

안타깝게도 그녀가 창녀라니('Tis Pity She's a Whore)는 영국 극작가 존 퍼드의 대표작이다. 1626년 또는 1629~1633년 사이에 처음 공연되었다. 1633년 처음 출판되었다. 파격적인 소재 선택, 기성 종교와 귀족의 위선을 꼬집는 급진적인 주제, 피가 난무하는 잔인한 장면 설정으로 초연 때부터 논란을 낳았다. 아르토가 잔혹연극 이론을 펼치면서 이 작품을 예시로 들기도 했는데, 비슷한 시기에 창작된 드라마 가운데 드물게 현대에도 자주 공연되는 작품이다. 이탈리아 파르마를 무대로 근친상간이라는 금기를 범한 남매 지오바니와 아나벨라의 이야기를 다룬다. 내용과 제목 모두 지나치게 선정적이고 충격적이어서 초연 때부터 큰 논란을 불러일으켰다. ＜파랑새＞를 쓴 작가 모리스 마테를링크가 이 작품을 불어로 번역해 루브르 극장 무대에 올린 공연이 특히 유명한데, 이때 공연 제목은 ‘아나벨라(Annabella)’였다. 연극인 아르토가 잔혹연극을 주창하면서 예시로 든 바로 그 공연이다.

## 내용
드물게도 ‘창녀’라는 단어를 곧바로 사용한 제목에서 예고되듯 작품의 내용과 표현은 직설적이고 충격적이다. 남매간의 사랑이라는 소재도 그렇지만, 금기를 깬 대가로 이어지는 폭력, 피가 난무하는 복수 과정은 현대 관객의 눈에도 잔혹하게 비쳐진다. 그러나 남매의 근친상간 자체가 불경하고 끔찍하게 묘사되는 것은 아니다. 법과 관습이 금지하는 열정을 잠재우기 위해 지오바니와 아나벨라 남매는 무수한 날들을 인내하고 기도하며 보냈다. 하지만 그런 노력에도 불구하고 이들은 어찌할 수 없는 더 강력한 힘에 이끌려 서로를 연인으로 받아들였다. 그리고 그 쓰디쓴 결과로 세상이 이들 연인을 혐오하고 비난하게 되었을 때, 연인은 기꺼이 목숨을 내놓으며 여느 비극의 영웅처럼 종말을 맞는다. 존 퍼드는 이들 남매의 사랑을 인위적인 법과 제도, 종교가 금지한 것으로 그리기보다는 연인에게 이끌리는 자연스러운 열정으로 묘사하며, 연인의 종말을 끔찍한 죄의 대가가 아닌 비극적 숙명으로 그렸다.
대신 이들 연인을 비난하고 정죄하려 드는 귀족 사회와 종교 지도자의 위선은 더욱 분명하게 드러난다. 거짓말을 일삼는 수도사, 권력과 재물을 탐하는 추기경, 부정과 폭력에 익숙한 귀족, 이들에게 동조하는 귀족 사회 구성원 모두가 이들 연인을 단죄하는 심판자로 행세하기 때문이다. 남매의 금기를 깬 사랑이 파국을 맞는 결말을 비극적으로 그려 낸 동시에 영국 귀족 사회와 종교의 위선을 꼬집은 ＜안타깝게도 그녀가 창녀라니＞를 통해 존 퍼드는 엘리자베스 시대 최후의 위대한 비극 작가로 자리매김한다.